# Tatiana Maciel
Tatiana de Abreu Maciel (Recife, 23 de janeiro de 1979) é uma escritora e roteirista brasileira. É filha da também roteirista Adriana Falcão.

## Biografia
Assinou os roteiros dos filmes Desculpe o Transtorno (2016), Fica Comigo Esta Noite (2006, em colaboração com a mãe e João Falcão), foi produtora associada do filme A Máquina (2005) de João Falcão e escreveu A dona da história, de 2004 (com João Falcão, Daniel Filho e João Emanuel Carneiro).
Também trabalhou na segunda temporada de Filhos da Pátria (2019), de Bruno Mazzeo.
Publicou em 2007 o livro O homem dos sonhos, pela editora Ediouro. O romance conta a história de F#23107, um figurante que participa de sonhos de diferentes pessoas.